# 宁波市李惠利中学
宁波市李惠利中学，宁波地区简称李惠利中学，是浙江省宁波市的一所高级中学，为浙江省一级重点中学。

## 校史
李惠利中学创办于1990年，由香港实业家李惠利捐资建立。1996年，被评为浙江省二级重点中学。2006年，被评为浙江省一级重点中学。2011年，学校成为国际教育中国联盟学校会长单位。2017年，成为浙江省一级特色示范学校。

## 现状
学校现有35个教学班。专任教师133人，其中特级教师2人，高级职称教师59人，有研究生学历的29人，外籍教师3人。